# ルノー・R.S.17
ルノー・R.S.17 (Renault R.S.17) は、ルノーが2017年のF1世界選手権参戦用に開発したフォーミュラ1カーである。

## 概要
2017年2月21日に正式発表。
2015年末のチーム買収後、ボブ・ベルのリーダーシップの下でゼロから製造された初めてのマシンであり、新しいレギュレーションに基いて全てのパーツを新しくしている。エンジン・テクニカルディレクターのレミ・タファンは「シャシーとパワーユニットをひとつのチーム内で作った最初のマシンであり、パワーユニットにおける目標はシャシーにうまく融合させることであった」と述べ、パッケージ全体の重量を抑えつつ、全体のパフォーマンス向上を目指したという。一方、「パワーユニットのコンセプトを一新し、パフォーマンス向上を図ったため、パーツへの負担が増え、信頼性の問題が課題である」ともタファンは述べている。だが、タファンの不安は現実となり、後述の通りトラブルの原因となり、結果だけ見ればマクラーレン・ホンダよりは良い成績を収めたが、信頼性の面では一時はそれを下回っているPUとなってしまった。

## 2017年シーズン
ドライバーはジョリオン・パーマーが残留、ニコ・ヒュルケンベルグがフォース・インディアから移籍。
マシン性能は前年より向上し、新加入のヒュルケンベルグは度々ポイントを獲得する一方、パーマーは入賞にあと一歩及ばないレースが続き、シンガポールGPで6位に入賞してようやくポイントを獲得したが、日本GPを最後にチームを離脱。代わってトロ・ロッソからカルロス・サインツJr.が移籍した。
シーズン終盤は相次ぐパワーユニット（以下、PUと略す）のトラブルにより、同じルノーPUを使用するレッドブルやトロ・ロッソとともに毎戦のようにグリッド降格ペナルティを科せられる事態となった。
トロ・ロッソやハースとの間でコンストラクターズランキング6位を争ったが、最終戦アブダビGPでヒュルケンベルグが6位に入賞し、ランキング6位を確定させた。
ルノーF1としてはコンストラクターズランキング6位となり前年の9位から浮上するなど、一定の結果を残した。だが、ルノー製PUとして見た場合、タファンの不安が現実となった。シーズン前半は特定のマシンのみに集中したこともあり、何とか対応していたが、シーズン後半はルノー製エンジン搭載車の大半にトラブルが発生。一時は予備パーツの在庫がなくなる事態となり、供給先のチームと険悪な状況になるなど、信頼性で苦しんだシーズンでもあった。

## スペック

### シャシー
- 名称 R.S.17
- 構造 カーボンファイバー/ハニカムコンポジット複合構造モノコック、ルノーV6エンジン搭載（ストレスメンバー）
- サスペンション カーボンファイバー製ダブルウィッシュボーン、プッシュロッド（フロント）/プルロッド（リア）式トーションバー&アンチロールバー。アルミニウム合金製アップライト
- ホイール O・Z マグネシウム製
- トランスミッション セミオートマチック・シーケンシャル電子制御（クイックシフト） 8速＋リバース1速 チタニウム製ギアボックス
- ブレーキディスク・パッド・キャリパー ブレンボ カーボンファイバー製
- ブレーキマスターシリンダー APレーシング
- タイヤ ピレリ
- フロントトラック 1,600 mm
- リアトラック 1,550 mm
- 全高 950 mm
- 全幅 2,000 mm
- 重量 728 kg（ドライバー、車載カメラ、バラストを含む）

### パワーユニット
- 名称 ルノー R.E.17
- 気筒数・角度 V型6気筒・90度
- 排気量 1,600 cc
- 最高回転数 15,000 rpm(レギュレーションで規定)
- ターボチャージャー シングルターボ
- 最大燃料流量 100 kg/h
- 最大燃料容量 105 kg
- ボア 80 mm
- ストローク 53 mm
- クランクの高さ 90 mm
- バルブ数 24
- 重量 145 kg
- パワー 900 hp
- 燃料噴射 直接噴射
- MGU-K最高回転数 50,000 rpm
- MGU-K出力 120 kW
- MGU-Kエネルギー回収 2 Mj（1周あたり）
- MGU-Kエネルギー放出 4 Mj（1周あたり）
- MGU-H回転数 100,000 rpm

## 記録
| 年   | No. | ドライバー       | 1   | 2   | 3   | 4   | 5   | 6   | 7   | 8   | 9   | 10  | 11  | 12  | 13  | 14  | 15  | 16  | 17  | 18  | 19  | 20  | ポイント | ランキング |
| 年   | No. | ドライバー       | AUS | CHN | BHR | RUS | ESP | MON | CAN | AZE | AUT | GBR | HUN | BEL | ITA | SIN | MAL | JPN | USA | MEX | BRA | ABU | ポイント | ランキング |
| ---- | --- | ---------------- | --- | --- | --- | --- | --- | --- | --- | --- | --- | --- | --- | --- | --- | --- | --- | --- | --- | --- | --- | --- | -------- | ---------- |
| 2017 | 27  | ヒュルケンベルグ | 11  | 12  | 9   | 8   | 6   | Ret | 8   | Ret | 13  | 6   | 17† | 6   | 13  | Ret | 16  | Ret | Ret | Ret | 10  | 6   | 57       | 6位        |
| 2017 | 30  | パーマー         | Ret | 13  | 13  | Ret | 15  | 11  | 11  | Ret | 11  | DNS | 12  | 13  | Ret | 6   | 15  | 12  |     |     |     |     | 57       | 6位        |
| 2017 | 55  | サインツ         |     |     |     |     |     |     |     |     |     |     |     |     |     |     |     |     | 7   | Ret | 11  | Ret | 57       | 6位        |

- 太字はポールポジション、斜字はファステストラップ（key）
- † 印はリタイアだが、90%以上の距離を走行したため規定により完走扱い。